# Геологія докембрію

## Введення
Геологія докембрію - розділ геології, що вивчає систему докембрійських відкладів і відповідний їм період історії Землі, що почався приблизно 4,6 млрд р. тому, тривав 4 млрд р. Поділяється на гадей, архей, і протерозой. Відклади, що сформувалися протягом докембрію виходять на поверхню в межах кристалічних щитів, зокрема Українського щита. З докембрійськими товщами пов'язаний різноманітний комплекс корисних копалин: понад 70% запасів залізних руд, 63% — марганцевих, 73% — хромових, 61% — мідних, 72% — сульфідних нікелевих, 93% — кобальтових, 66% — уранових руд, а також родовищ алюмінієвої сировини (кіаніт і силіманіт, боксити). У докембрії містяться найбагатші поклади залізних руд залізистих кварцитів і джеспілітів.

## Програма вивчення
- Значення геології докембрію в пізнанні процесів становлення і ево-люції земної кори континентів. Докембрій-ський етап еволюції земної кори.
- Аналіз існуючої геохроно-логічної шкали докембрію та напрямки її удосконалення. Палеонтологія докембрію.
- Головні фактори метамор-фізму та їх взаємозв’язок.
- Метаморфічні фації і фаці-альні серії. Систематика метаморфічних комплексів.
- Основні проблеми страти-графічних досліджень нижнього докембрію. Особливості методики стратиграфічних по-будов на щитах давніх платформ.
- Стратиграфія нижнього архею. Стратиграфічні підрозділи чарнокіт-грану-літових і плагіогранітоїдно-амфіболітових структурно-формаційних комплексів.
- Стратиграфія верхнього архею. Стратиграфічні підрозділи тоналіт-зеленокам’яних структурно-формаційних комплексів. Геологічний і геохронологіч-ний зміст границі архею і протерозою.
- Стратиграфія протерозою. Стратиграфічні підрозділи гранітоїдно-метаосадових, вулкано-плутонічних і ріфей-ських комплексів.
- Сучасний стан формацій-них досліджень щитів. теоретичні засади формаційного аналізу нижньодокембрійсь-ких комплексів. Формаційні та надформа-ційні ієрархічні рівні в нижньому докембрії.
- Формаційні типи страти-фікованих утворень щитів. Плутонічні і плутонометаморфічні формаційні типи нижнього докембрію щитів.
- Мінералого-петрографіч-ні й ізотопно-геохімічні та геофізичні мето-ди досліджень нижньодокембрійських ком-плексів.
- Структурний аналіз нижньодокембрійських комплексів. Особ-ливості і методи структурних досліджень щитів. Стадії та етапи деформацій.
- Історико-геологічні мето-ди досліджень нижнього докембрію. Обме-женість методу актуалізму. Порівняльно-історичні методи.
- Геологія та еволюція земної кори в ранньому докембрії щитів північної півкулі Землі. Український, Бал-тійський, Північно-Американський щити.
- Загальна характеристик-ка стратиграфії щитів Південної півкулі Землі.
- Еволюція земної кори в ранньому докембрії щитів Південної пів-кулі Землі.
- Періодизація ранньодо-кембрійської історії Землі. Геодинамічні режими та палеогеографічні умови літоге-незу.
- Принципи (закони) спрямованості і незворотності геологічних процесів у ранньому докембрії. Еволюція температурного і гравітаційного полів Землі.
- Особливості металогенії нижньоархейських чарнокіт-гранулітових комплексів. Характер зв’язку геологічних і рудо творчих процесів.
- Особливості металогенії плагіогранітоїдно-амфіболітових і тоналіт-зеленокам’яних комплексів щитів давніх платформ.
- Особливості металогенії гранітоїдно-метаосадових і плутонічних комплексів нижнього і середнього протеро-зою щитів.
- Еволюція рудоутворюю-чих процесів у ранньому докембрії. Головні імпульси металогенічної активності в до-кембрії.